# Dietrich Wirth
Dietrich Oswald Wirth (* 21. Juni 1937 in Breslau) ist ein deutscher Arbeitsphysiologe und Flugmediziner, der auch als Autor und Journalist tätig ist.

## Leben
Wirth besuchte zunächst ab 1943 die Volksschule in Breslau, von 1944 bis 1951 die Volksschule in Obhausen sowie anschließend bis 1955 die Städtische Oberschule in Querfurt. Er studierte von 1955 bis 1960 Humanmedizin an der Ernst-Moritz-Arndt-Universität Greifswald, wo er 1961 auch seine Promotion (A) zum Thema Pupillographische Untersuchungen mit Reizlichtern verschiedener Farbe ablegte.
Wirth war von 1961 bis 1988 am Institut für Luftfahrtmedizin in Königsbrück tätig und wirkte hier vor allem auf dem Gebiet der medizinischen Funktionsdiagnostik. Unterbrochen war diese Tätigkeit von 1965 bis 1969 durch seine Facharztausbildung am Physiologischen Institut der Universität Leipzig. Ab 1980 war er nebenberuflich als Lehrbeauftragter für Arbeitsphysiologie an der TU Dresden tätig. Wirth legte 1983 an der Militärmedizinischen Akademie Bad Saarow seine Promotion (B) zum Thema Untersuchungen der physischen Leistungsvoraussetzungen des fliegenden Personals der LSK, LV der NVA als Beitrag zur Schaffung leistungsmedizinischer Beurteilungsgrundlagen für die luftfahrtmedizinische Begutachtung vor. Im Jahr 1984 wurde ihm die Facultas Docendi verliehen; Wirth war von 1988 bis zu seiner Pensionierung 2002 Dozent an der TU Dresden. Hier wirkte er vorwiegend in der Lehre sowie wissenschaftlich unter anderem auf dem Gebiet der medizinischen Funktionsdiagnostik.
Neben wissenschaftlichen Beiträgen vor allem zur Angewandten Physiologie veröffentlichte Wirth auch Sachbücher und ist journalistisch tätig.

## Publikationen (Auswahl)

### Monografien
- 2008: 60 Jahre Luft- und Raumfahrtmedizin in Deutschland nach 1945. Rethra, Neubrandenburg
- 2011: Reisefreiheit. Engelsdorfer, Leipzig
- 2014: Glücklich sein im Alter. Hille, Dresden
- 2015: Moscheen, Pforten zu einer Weltreligion: Anschauen – Lesen – Nachdenken. Hille, Dresden
- 2016: Teilhabe am gesellschaftlichen Leben. Hille, Dresden
- 2017: Kindheits- und Jugenderinnerungen. Hille, Dresden
- 2019: Forschung, Lehre und Studium am Dresdner Südhang: ein Streifzug durch die Geschichte der TU Dresden. Hille, Dresden
- 2022: Neugierig bleiben, Alter!. Hille, Dresden

### Aufsätze
- Norbert Tiedt, K. Wilfert, Dietrich Wirth: Zur Bedeutung der Ausgangswertregel für die Analyse pharmakodynamischer Änderungen der koronaren Zirkulation. In: Hans Drischel, Norbert Tiedt: Biokybernetik. Band I. KMU, Leipzig 1968, S. 271–277.
- Dietrich Wirth: Dynamische Wechselbeziehung zwischen Herz-Kreislauf-System und Atmung. In: Hans Drischel: Einführung in die Biokybernetik. Akademie-Verlag, Berlin 1972, S. 156–165.
- Dietrich Wirth, D. Seege: Hypobare Hypoxydose. In: Jochen Quandt (Hrsg.): Die zerebralen Durchblutungsstörungen des Erwachsenenalters. Thieme, Leipzig 1989, S. 61–83.
- Dietrich Wirth: Einige Aspekte der Arbeitsphysiologie. In: Manfred Rentsch, Günter Lehder (Hrsg.): Arbeitswissenschaftliche Grundlagen für die betriebliche Praxis. ecomed, Landsberg 1997, S. 19–26.
- Dietrich Wirth, E. Rumberger: Ausgewählte physiologische Grundlagen der Flugmedizin. In: Jörg Dräger, Jürgen Kriebel: Praktische Flugmedizin. ecomed, Landsberg 2002, S. 33–93.
- Dietrich Wirth: Untersuchung und Förderung der körperlichen Leistungsfähigkeit von Piloten der Luftstreitkräfte der DDR. In: Wehrmedizinische Monatsschrift. Jg. 59, Nr. 9–10, 2015, S. 24–30.
- Dietrich Wirth: Interhemisphärische Kohärenzen des EEG als integrativer Leistungsindikator bei flugspezifischen Belastungen. In: Flugmedizin, Tropenmedizin, Reisemedizin, Jg. 27, Nr. 3, 2020, S. 136–141.